# Staphylokokken
Staphylokokken (eingedeutschter Plural aus dem latinisierten Singular Staphylococcus, eine vom britischen Biochemiker Alexander Ogston in Anlehnung an die von Billroth 1874 geprägte Bezeichnung Streptokokken eingeführte Benennung, die sich aus den beiden altgriechischen Bestandteilen σταφυλή staphylé ‚Traube‘, ‚Weintraube‘ und κόκκος kókkos ‚Kern‘, ‚Korn‘, ‚Beere‘ zusammensetzt) sind rundliche, weintraubenähnlich angeordnete, nicht sporenbildende grampositive Bakterien ohne aktive Bewegung aus der Gruppe der Kokken.

## Merkmale
Kugelförmige Zellen, Durchmesser 0,5–1,5 µm, einzeln, in Paaren oder in unregelmäßigen (weintraubenähnlichen) Haufen angeordnet, grampositiv, nicht motil (keine aktive Bewegung), fakultativ anaerob, chemoorganotroph, Energiestoffwechsel oxidativ und fermentativ, meistens Katalase-positiv und Oxidase-negativ. Temperaturoptimum des Wachstums und der Vermehrung 30–37 °C. Viele Arten weisen einen hohen bis überwiegenden Anteil von verzweigten Fettsäureketten in ihren Membranlipiden auf.

## Vorkommen
Sie besiedeln als Kommensalen und Krankheitserreger (Pathogene) die Haut und Schleimhäute von Menschen und warmblütigen Wirbeltieren und kommen auch in der Umwelt (Gewässer, Luft, Lebensmittel) vor. So enthält die Wurstmasse zur Herstellung von Salami meist nicht ausreichend Reifungsbakterien, weswegen in der gewerblichen Produktion Starterkulturen – beispielsweise Staphylococcus carnosus – verwendet werden, die für eine schnelle Rötung und einheitliche Färbung der Salami sorgen, indem sie den verwendeten Salpeter zu Nitrit (Nitratreduktase) und das Nitrit zu Stickoxid (Nitritreduktase) abbauen.

## Systematik
Die Einteilung der Gattung Staphylococcus und ihrer Vertreter erfolgt nach der in der Biologie üblichen Taxonomie. Da zahlreiche Vertreter aber von medizinischer Bedeutung sind, hat sich in diesem Bereich die Einteilung nach der Koagulase-Reaktion bewährt.

### Äußere Systematik
Die Gattung Staphylococcus wurde früher zur Familie der Micrococcaceae gerechnet. In der 2. Edition des Bergey’s Manual of Systematic Bacteriology wurde 2001 vorgeschlagen, sie in eine neue Familie der „Staphylococcaceae“ einzuordnen, die fakultativ anaerob (Ausnahme: Staphylococcus aureus subsp. anaerobius, eine an Schafe angepasste [schafadaptierte] obligat anaerobe Subspezies) wachsen. Dieser Vorschlag wurde 2010 mit der Validierungsliste Nr. 132 im International Journal of Systematic and Evolutionary Microbiology angenommen.

### Innere Systematik
In der Gattung Staphylococcus sind fast 50 Arten enthalten. Zahlreiche Arten werden noch in Unterarten aufgeteilt. Eine aktuelle Zusammenstellung der gemäß dem Bacteriological Code (englisch für „Bakteriologischer Code“) anerkannten Arten und Unterarten findet sich in der List of Prokaryotic names with Standing in Nomenclature (LPSN). Eine darauf basierende Aufstellung ist im Abschnitt Spezies (Arten) und Subspezies (Unterarten) wiedergegeben.

## Einteilung, medizinische Bedeutung
In der Medizin erfolgt eine Einteilung der Staphylokokken nach der Koagulase-Reaktion in koagulasepositive (in der Humanmedizin meist mit Staphylococcus aureus gleichgesetzt) und koagulasenegative Staphylokokken. Insbesondere multiresistente Stämme (MRSA) sind wegen der schlechten Therapierbarkeit mit Antibiotika ein Problem.

### Koagulasepositive Staphylokokken
Die Staphylokokken-Spezies mit der höchsten pathogenen Potenz sowie generell einer der bedeutendsten Krankheitserreger beim Menschen ist die koagulasepositive Spezies:
- Staphylococcus aureus (vollständig: Staphylococcus aureus subsp. aureus)

Bisher ausschließlich bei Tieren bzw. nur sehr selten im Zusammenhang mit Infektionen beim Menschen nachgewiesen:
- Staphylococcus agnetis (koagulasevariabel)
- Staphylococcus aureus subsp. anaerobius
- Staphylococcus delphini
- Staphylococcus hyicus (koagulasevariabel)
- Staphylococcus intermedius (selten – insbes. nach Hundebissen – auch bei menschlichen Wundinfektionen)
- Staphylococcus lutrae
- Staphylococcus pseudintermedius[8]
- Staphylococcus schleiferi subsp. coagulans

### Koagulasenegative Staphylokokken
Die koagulasenegativen Staphylokokken sind in der Regel Besiedler der Haut- und Schleimhäute ohne Krankheitsbedeutung. Sie besitzen jedoch medizinische Bedeutung bei immunsupprimierten Patienten (also solchen, bei denen mit Medikamenten die Abwehrfunktion des Immunsystems herabgesetzt worden ist, wie z. B. nach einer Transplantation, oder aber bei denen eine Krankheit das Immunsystem geschwächt hat) und im Zusammenhang mit sogenannten Polymer-assoziierten Infektionen, das heißt einer Besiedlung von Kunststoffoberflächen (zum Beispiel Katheter, künstliche Herzklappen, künstliche Gelenke; siehe Biofilm). Hiervon können beim Menschen insbesondere folgende Spezies in Erscheinung treten:
- Staphylococcus epidermidis
- Staphylococcus haemolyticus
- Staphylococcus lugdunensis
- Staphylococcus saprophyticus subsp. saprophyticus

Letztere ist eine weitere koagulasenegative Spezies, die allerdings mit einem spezifischen Krankheitsbild verbunden (assoziiert) ist. Dieser Erreger kann für das Dysurie-Syndrom bei jüngeren Frauen sowie auch für unspezifische Harnröhrenentzündungen (Urethritiden) bei Männern verantwortlich sein.

### Wirkungscharakter
Vergiftung, hervorgerufen durch Enterotoxine, die vom Erreger als Metaboliten in das umgebende Substrat ausgeschieden werden. Die Toxine sind eiweißartiger Struktur mit molaren Massen von 20.000–40.000 g·mol−1. Das Enterotoxin B zum Beispiel besteht aus einer einzelnen Polypeptidkette, in der 239 Aminosäurereste aneinandergereiht sind.
Die Toxine lassen sich durch ihr immunbiologisches Verhalten gegeneinander abgrenzen. Das Enterotoxin A verursacht in Dosen von nur 1 µg beim Erwachsenen Erbrechen (emetische Wirkung), das Enterotoxin B nach 20 bis 25 ng. Erste Symptome zeigen sich durchschnittlich zwei bis vier Stunden nach Aufnahme einer entsprechenden Toxin-Menge mit dem Lebensmittel, wobei die Variationsbreite zwischen einer halben und sieben Stunden liegt.
Der primäre Angriffspunkt für die emetische Wirkung liegt in den Bauchorganen, über den Vagus und sympathische Fasern erreicht es das Brechzentrum. Andere Angriffspunkte für das Toxin sind Nieren, Leber, Lunge, Gastrointestinaltrakt, verschiedene Gewebe und einzelne Zellen.

### Symptome
Zunächst Salivation, dann Übelkeit, Würgen, Erbrechen und Durchfall. Erbrechen und Durchfall können gleichzeitig explosionsartig erfolgen. In schweren Fällen kann es zu Exsikkose, Schockzuständen, zum Auftreten von Schleim und Blut in Stuhl und Erbrochenem und hypokaliämischen Muskellähmungen kommen. Die Körpertemperatur ist in der Regel nicht erhöht, vielfach werden subnormale Temperaturen gemessen. Die Restitution kann innerhalb 24 Stunden eintreten oder auch einige Tage in Anspruch nehmen. Nur selten kommt es zum Exitus, hier meistens bei Neugeborenen. Mit der gewebeschädigenden Wirkung des Toxins steht der rasche Anstieg der GOT-Aktivität im Blutserum in Zusammenhang, ebenso wie die Veränderungen des weißen Blutbildes (Leukozytose bereits 30 Minuten nach peroraler Aufnahme, bei höheren Dosen mit vorhergehender Leukopenie, später deutliche Linksverschiebung), Katecholamin- und Glukoseanstieg, Erhöhung von Rest-N, Plasmafibrinogen und anorganischem Phosphor, Abfall von Serumprotein, Calcium und Chlor sowie schließlich Verminderung der Thrombozytenzahl und des Serotonins.

## Spezies (Arten) und Subspezies (Unterarten) der Gattung Staphylococcus
- S. agnetis Taponen et al. 2012
- S. arlettae Schleifer et al. 1985
- S. aureus Rosenbach 1884
  - S. aureus subsp. anaerobius De La Fuente et al. 1985
  - S. aureus subsp. aureus Rosenbach 1884
- S. auricularis Kloos and Schleifer 1983
- S. capitis Kloos & Schleifer 1975
  - S. capitis subsp. capitis Kloos and Schleifer 1975
  - S. capitis subsp. urealyticus corrig. Bannerman and Kloos 1991
- S. caprae Devriese et al. 1983 emend. Kawamura et al. 1998
- S. carnosus Schleifer and Fischer 1982
  - S. carnosus subsp. carnosus Schleifer and Fischer 1982
  - S. carnosus subsp. utilis Probst et al. 1998
- S. chromogenes (Devriese et al. 1978) Hájek et al. 1987
- S. cohnii Schleifer and Kloos 1975
  - S. cohnii subsp. cohnii Schleifer and Kloos 1975
  - S. cohnii subsp. urealyticus corrig. Kloos and Wolfshohl 1991
- S. condimenti Probst et al. 1998
- S. delphini Varaldo et al. 1988
- S. devriesei Supré et al. 2010
- S. epidermidis (Winslow and Winslow 1908) Evans 1916
- S. equorum Schleifer et al. 1985
  - S. equorum subsp. equorum Schleifer et al. 1985
  - S. equorum subsp. linens Place et al. 2003
- S. felis Igimi et al. 1989
- S. fleurettii Vernozy-Rozand et al. 2000
- S. gallinarum Devriese et al. 1983
- S. haemolyticus Schleifer & Kloos 1975
- S. hominis Kloos & Schleifer 1975[10]
  - S. hominis subsp. hominis Kloos & Schleifer 1975
  - S. hominis subsp. novobiosepticus Kloos et al. 1998
- S. hyicus (Sompolinsky 1953) Devriese et al. 1978
- S. intermedius Hájek 1976
- S. kloosii Schleifer et al. 1985
- S. lentus (Kloos et al. 1976) Schleifer et al. 1983
- S. lugdunensis Freney et al. 1988
- S. lutrae Foster et al. 1997
- S. massiliensis Al Masalma et al. 2010
- S. microti Nováková et al. 2010
- S. muscae Hájek et al. 1992
- S. nepalensis Spergser et al. 2003
- S. pasteuri Chesneau et al. 1993
- S. pettenkoferi Trülzsch et al. 2007
- S. piscifermentans Tanasupawat et al. 1992
- S. pseudintermedius Devriese et al. 2005
- S. saccharolyticus (Foubert and Douglas 1948) Kilpper-Bälz and Schleifer 1984
- S. saprophyticus (Fairbrother 1940) Shaw et al. 1951
  - S. saprophyticus subsp. bovis Hájek et al. 1996
  - S. saprophyticus subsp. saprophyticus (Fairbrother 1940) Shaw et al. 1951
- S. schleiferi Freney et al. 1988
  - S. schleiferi subsp. coagulans Igimi et al. 1990
  - S. schleiferi subsp. schleiferi Freney et al. 1988
- S. sciuri Kloos et al. 1976
  - S. sciuri subsp. carnaticus Kloos et al. 1997
  - S. sciuri subsp. rodentium Kloos et al. 1997
  - S. sciuri subsp. sciuri Kloos et al. 1976
- S. simiae Pantucek et al. 2005
- S. simulans Kloos and Schleifer 1975
- S. succinus Lambert et al. 1998
  - S. succinus subsp. casei Place et al. 2003
  - S. succinus subsp. succinus Lambert et al. 1998
- S. vitulinus corrig. Webster et al. 1994
- S. warneri Kloos and Schleifer 1975
- S. xylosus Schleifer and Kloos 1975